# Ларчва
Ларчва (груз. ლარჩვა) — село в Грузии, на территории Хобского муниципалитета края (мхаре) Самегрело-Верхняя Сванетия.

## География
Село находится в западной части Грузии, на расстоянии приблизительно 4 километров (по прямой) к северо-западу от города Хоби, административного центра муниципалитета. Абсолютная высота — 17 метров над уровнем моря.

## Население
По результатам официальной переписи населения 2014 года, в Ларчве проживало 1103 человека (547 мужчин и 556 женщин). В национальной структуре населения грузины составляли 99,5 %, русские — 0,4 %.
| Год  | Население, человек |
| ---- | ------------------ |
| 2002 | 1402               |
| 2014 | ↘ 1103             |